# Phaldut Sharma
Phaldut Sharma, född 10 juli 1989 i London, är en brittisk skådespelare.
Sharma har bland annat medverkat i TV-serierna Saknad, aldrig glömd från 2020 och Full Circle från 2023. Han har även medverkat i filmen Gravity från 2013.

## Filmografi (i urval)
- 2013: Gravity
- 2020: Saknad, aldrig glömd
- 2023: Full Circle